# 大众报 (澳门报纸)
大眾報，是一份在澳門出版的報紙，創刊於1933年，亦是現存澳門中文日報中創刊歷史最長的報紙。

## 歷史
1933年由陳天心創刊。
1946年至1948年曾一度停刊，1948年由蔡凌霜復刊，出任社長。
1970年代蔡凌霜病故，其子蔡克銘接任社長。
1982年曾設有葡文版，2007年9月起再增設葡文版。
1993年起，由黃宇光接任社長一職。
1993年起全面使用畢昇報業電腦照排系統，正式取代鉛字製版，開始每天彩色印刷，所佔比例越來越多，現本埠版出紙3至4大張、葡文版一大張。

## 現況
大眾報一份售價澳門幣二元二角。該報為彩色印刷。除在澳門發售外，台灣也有公開發行，售價為新台幣10元。